# Eublemma leptinia
Eublemma leptinia là một loài bướm đêm trong họ Erebidae.